# Шашков, Григорий Иванович
Григорий Иванович Шашков - советский хозяйственный, государственный и политический деятель.

## Биография
Родился в 1902 году в селе Каменка. Член ВКП(б) с 1925 года.
С 1925 года - на хозяйственной, общественной и политической работе. В 1925-1955 гг. — на партийной, советской работе, на политической работе в РККА, начальник Главного управления кинематографии Министерства кинематографии СССР, министр кинематографии РСФСР, заместитель министра культуры РСФСР.
Избирался депутатом Верховного Совета РСФСР 3-го созыва.
Умер в ноябре 1955 года в Москве.